# Едвард Ґіббон
Е́двард Ґі́ббон (англ. Edward Gibbon; 8 травня 1737, Патні — 16 січня 1794, Лондон) — британський історик, письменник, політик, член парламенту Великої Британії.
Вважається одним з найвидатніших англійських істориків XVIII століття. Його найбільша та найвідоміша шеститомна праця «Історія занепаду та загибелі Римської імперії» (англ. History of the decline and fall of the Roman empire) була опублікована у 1776-1788 роках. Багато дослідників схильні вважати саме її початком сучасної західноєвропейської історичної науки[джерело?].

## Біографія
Мемуари (англ. Memoirs of my life and writings) і листи Ґіббона, дають багато матеріалів для його біографії. Він належав до стародавнього роду, від якого, втім, не отримав «ані слави, ані ганьби». З найближчих пращурів Ґіббона особливо відомим був його дід, який успішно керував великими торговельними підприємствами. Батько вельми невдало займався сільським господарством. Дитинство Ґіббона, кволого від природи, пройшло досить безладно: хворобливість заважала систематичності занять, але допомагала розвитку в ньому любові до читання, приковуючи дитину надовго до ліжка. Хлопчик захоплювався подорожами, причому познайомився досить докладно з історією Сходу. Результатом такого знайомства була спроба в 16 років написати «Століття Сезостриса».
Виховувався вдома, а також відвідував приватні школи, в 1748—1750 роках навчався у Вестмінстерській школі.
Вступивши до Магдален-коледжу Оксфорда 1752 року, він мав значний запас знань з історії турків і сарацинів, римлян і греків. В університеті він почав займатися богослов'ям і під впливом тих занять перейшов з англіканства в католицизм. Обрядова сторона католицького віросповідання вплинула на нього досить сильно. До того ж, читання творів Боссюе «Історія різновидів англійського протестантизму» (фр. Histoire des variations des églises protestantes) і «Пояснення католицького вчення» (фр. Exposition de la doctrine catholique) переконало його в перевазі католицького вчення над протестантським.
За зміну віросповідання його виключили з університету, а батько відіслав його до кальвіністського пастора Павільяра в Лозанну. Там йому довелося страшенно нудьгувати через незнання французької мови і зазнати матеріальних труднощів. У ньому почав згасати благородний запал, з яким він мав намір пожертвувати собою заради інтересів віри й істини, тому він почав щиросердно шукати якийсь «розумний» привід для повернення в лоно англіканства. Завдяки одному аргументові[який?] пастора Павільяра проти переісточення Ґіббон знову перейшов у протестантство.

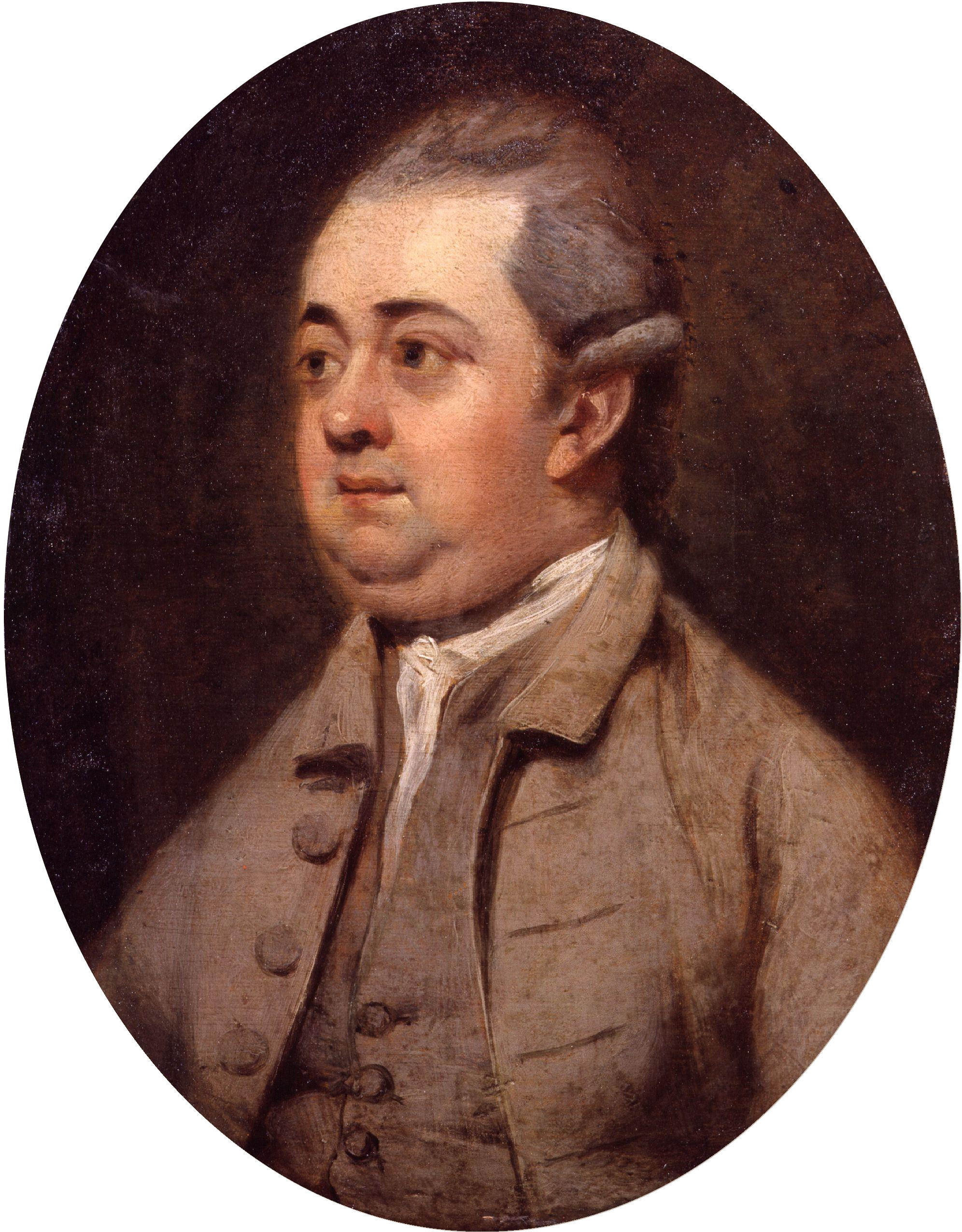
Едвард Ґіббон. Портрет роботи Генрі Волтона

У Лозанні Ґіббон познайомився з Сюзанною Кюрш (згодом Неккер), дочкою бідного пастора; їхньому зближенню перешкодив батько Ґіббона, який викликав сина до Англії. П'ятирічне перебування в Лозанні було важливим для Ґіббона і в іншому сенсі: там він відмінно вивчив французьку мову та ознайомився з французькою літературою і, часто буваючи в колі французьких енциклопедистів, звільнився від багатьох англійських забобонів та познайомився з інтелектуальними рухами, що відбувались тоді у Франції.
1758 року Ґіббон пішов капітаном до англійського війська, що призивалось для участі у Семирічній війні. Знайомство з військовою справою відобразилося згодом у його майстерних описах походів Юліана, Велизарія і Нарсеса. Поїздка до Рима визначила його покликання: «15 жовтня 1764 року, — пише Ґіббон, — сидячи на руїнах Капітолія, я заглибився у мрії про велич стародавнього Риму, а в цей же час біля ніг моїх босоногі католицькі ченці співали вечірню на руїнах храму Юпітера: ось у цю хвилину в мені блиснула вперше думка написати історію падіння та руйнування Риму». Після повернення до Англії Ґіббона обрали членом парламенту, але активної участі в політичних справах він не брав.
1779 року Ґіббон отримав посаду завідувача торгівлею та колоніями в міністерстві Норта, але таким становищем він завдячував виключно дружбі з одним із міністрів і розглядав це як приємну синекуру.

## Головна праця
Після 12-річної роботи 1776 року з'явився перший том знаменитої книги «Історія занепаду та загибелі Римської імперії», що охоплювала долю Римської імперії від кінця II століття до 476 року. Спочатку Ґіббон на цьому збирався закінчити роботу, але, займаючись розробкою матеріалу, він побачив, що після падіння Стародавнього Риму залишився новий Рим — Константинополь, і тому вирішив написати і його історію до падіння, тобто до 1453 року.
Останній том праці Ґіббона вийшов 1787 року в Лозанні, куди він остаточно переселився 1782. Охоплюючи період майже в півтора тисячоліття, маючи на меті розкрити умови, за яких була знищена римська держава, твір Ґіббона блискуче подолав усі труднощі такої складної теми. Але критика аж до XIX століття знаходила в ньому значні недоліки, насамперед у його ставленні до християнства, що рельєфно відображено у розділах XV і XVI.
Тут історик, пояснюючи причини успіхів християнства, відсуває на другий план суть християнського вчення та вважає найголовнішими агентами поширення релігії Христа такі факти:
1. нетерпимість і ревність християн;
2. чудеса, приписувані первісній Церкві;
3. вчення про загробне життя;
4. чистоту та строгість моралі вірних;
5. одностайність і тверду організацію громад християнської республіки.

Нападки на ті розділи були такими численними, а дискусії такими запеклими, що Ґіббон був змушений на них відповісти особливою брошурою "На виправдання деяких місць з XV і XVI розділів «Історії падіння …». Якщо в зазначеному ставленні Ґіббона до християнства можна вбачати вплив французької просвітницької літератури, то в його зображенні Юліана слід говорити про особливу точку зору історика. На противагу Вольтерові й енциклопедистам він бачив у цьому імператорі не раціоналіста, який вступив у боротьбу з християнством через філософські принципи, а лише типового представника політичного світогляду, що віджив своє, сповненого забобонів, упередження й марнославства.
Найменше нападали на Ґіббона за другу половину праці, де він надзвичайно похмурими фарбами зобразив візантійську історію: для нього Візантія — втілення морального та політичного застою.
Твір Ґіббона перекладений усіма європейськими мовами.

## Оцінка діяльності
На думку Е. Д. Фролова, погляди Ґіббона на причини занепаду та руйнування Римської імперії настільки актуальні, що «по суті справи новітня наука про античність у поглядах своїх з цього питання не вийшла за їхні межі». Однак щодо візантійського періоду Фролов, посилаючись на роботи сучасних істориків, вважає погляд Ґіббона занадто спрощеним. Той вбачав в історії Візантії продовження античності, своєрідну смугу історичного застою, що цілком природно завершилася новою катастрофою. Нині історики схиляються до висновку про те, що Візантія була особливою цивілізацією, відмінною як від античності, так і від західноєвропейського середньовіччя. Ідеї ж Ґіббона «про фатальну роль християнства в історії пізньої античності, про сумнівну благість його впливу на стан громадянського суспільства» Фролов вважає вірними лише частково, вказуючи на те, що Ґіббон применшує духовний ресурс християнства.